# Бюккебург
Бюккебург (нім. Bückeburg) — місто в Німеччині, розташоване в землі Нижня Саксонія. Входить до складу району Шаумбург.
Площа — 68,84 км2. Населення становить 19 336 ос. (станом на 31 грудня 2021).